# Escova de dentes

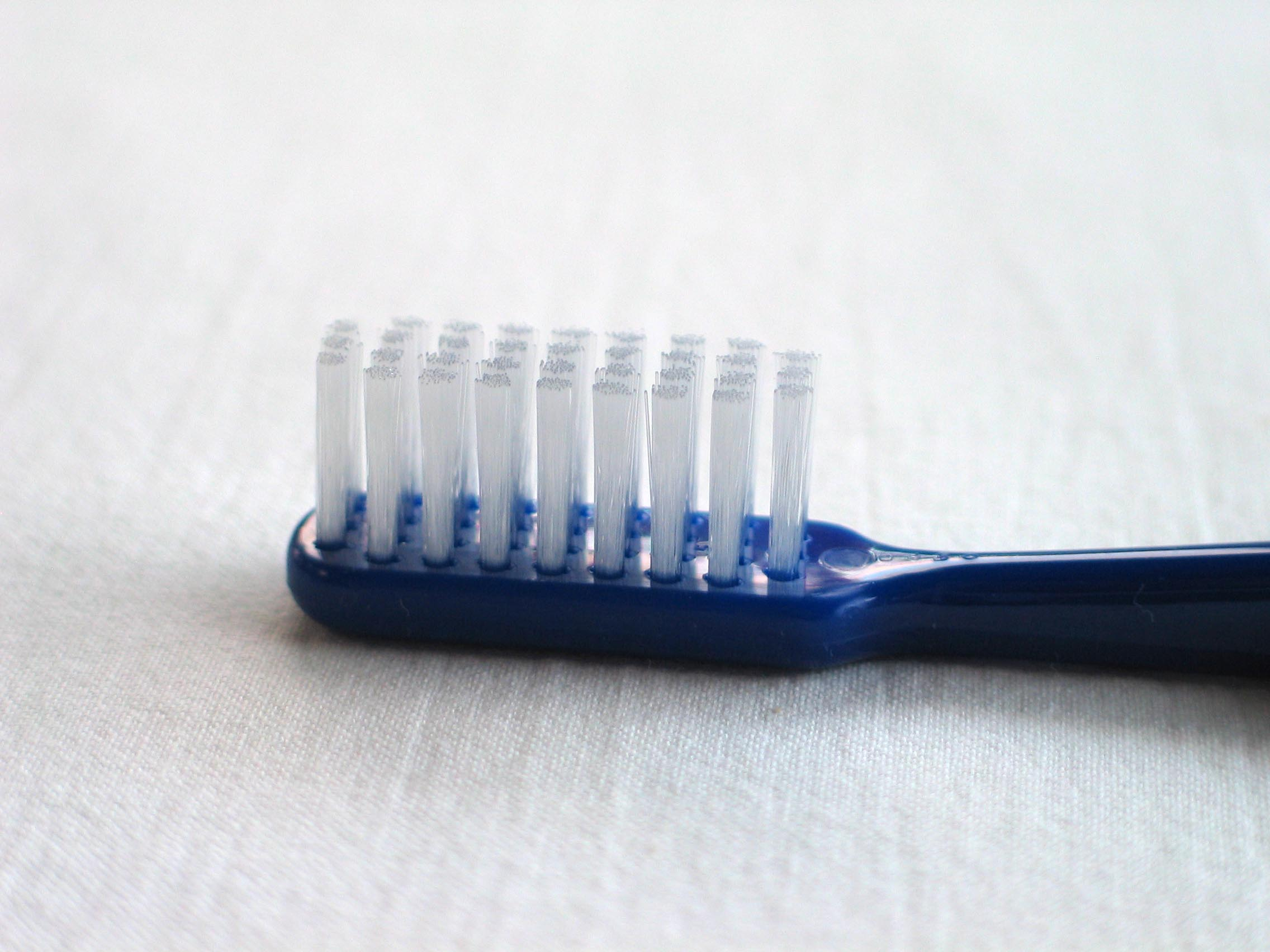
Escova de dentes

A Escova de dentes é utilizada na higiene bucal. Promove, associada ao creme dental, a limpeza, a proteção e uma maior durabilidade dos dentes. Recomenda-se utilizá-la sempre após qualquer refeição para a manutenção de uma boa dentição. Já estão disponíveis no mercado escovas automatizadas que diminuem o esforço físico do usuário na hora da escovação, garantindo uma maior comodidade no procedimento. Porém, ainda é bastante comum a utilização da escova manual.

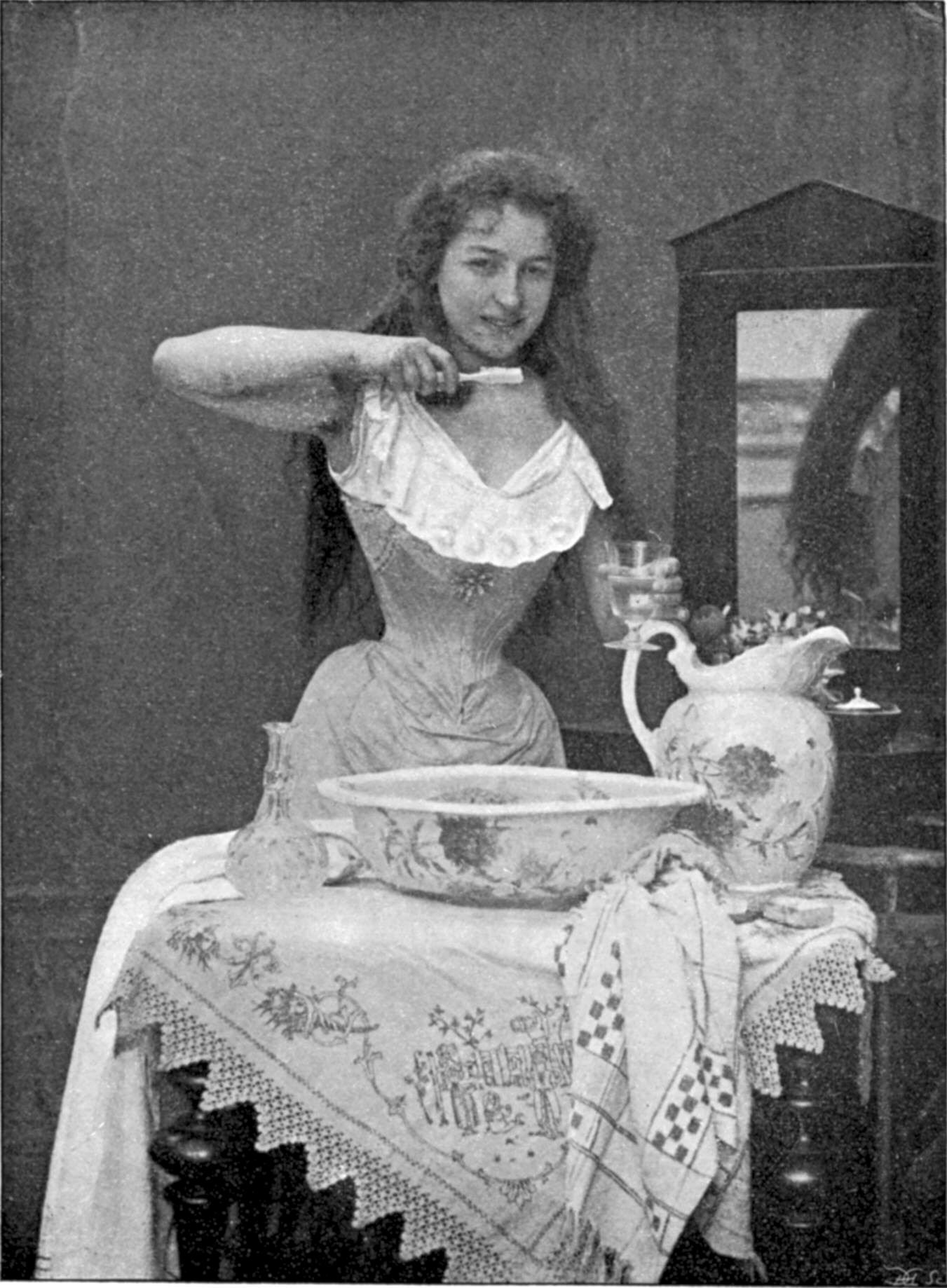
Mulher escovando os dentes em 1899

## Origem
Segundo alguns pesquisadores, registros sobre o uso de um tipo rustico de escova de dente aparecem já no Egito antigo e na Babilônia 3500 a.C, onde uma haste de uma planta chamada Salvadora Persica, é desgastada na ponta e se assemelha cerdas que é usada ainda hoje por comunidades muçulmanas em algumas partes do Oriente Médio onde é conhecida como Miswak, também na Ásia e alguns países da África. O percurso deste instrumento de limpeza não se limitou a um só continente, William Addis em 1780 numa prisão da Inglaterra, utilizou osso de resto de comida e cerdas de pelo para criar uma escova de dente, porém, a patente da "primeira" escova ficou por conta de H.N Wasdworth em 1857 e a sua produção em grande escala só começou em 1885 usando cerdas de animais que durou até a chegada do nylon que as substituiria com químico estadunidense, Wallace Carothers que o criou em 1938. A empresa química multinacional americana DuPont desenvolveu as cerdas de náilon, usadas hoje. Vale lembrar que a a primeira versão mais parecida com a nossa escova de dentes foi usada na China, em 1498, mas suas cerdas eram feitas com pelos de porco ou javalí e o corpo da mesma, feito de madeira de bambu. Mais tarde, estes foram substituídos por pelos de cavalo.
A escova de dentes mais antiga da Europa, que data de 300 anos atrás, é feita de osso e foi descoberta durante escavações arqueológicas em um antigo hospital municipal de Minden, na Alemanha. Os 19 buracos destinados a inserir os pelos de porco que funcionavam como cerdas são visíveis ainda hoje.

## A escova de dentes ideal

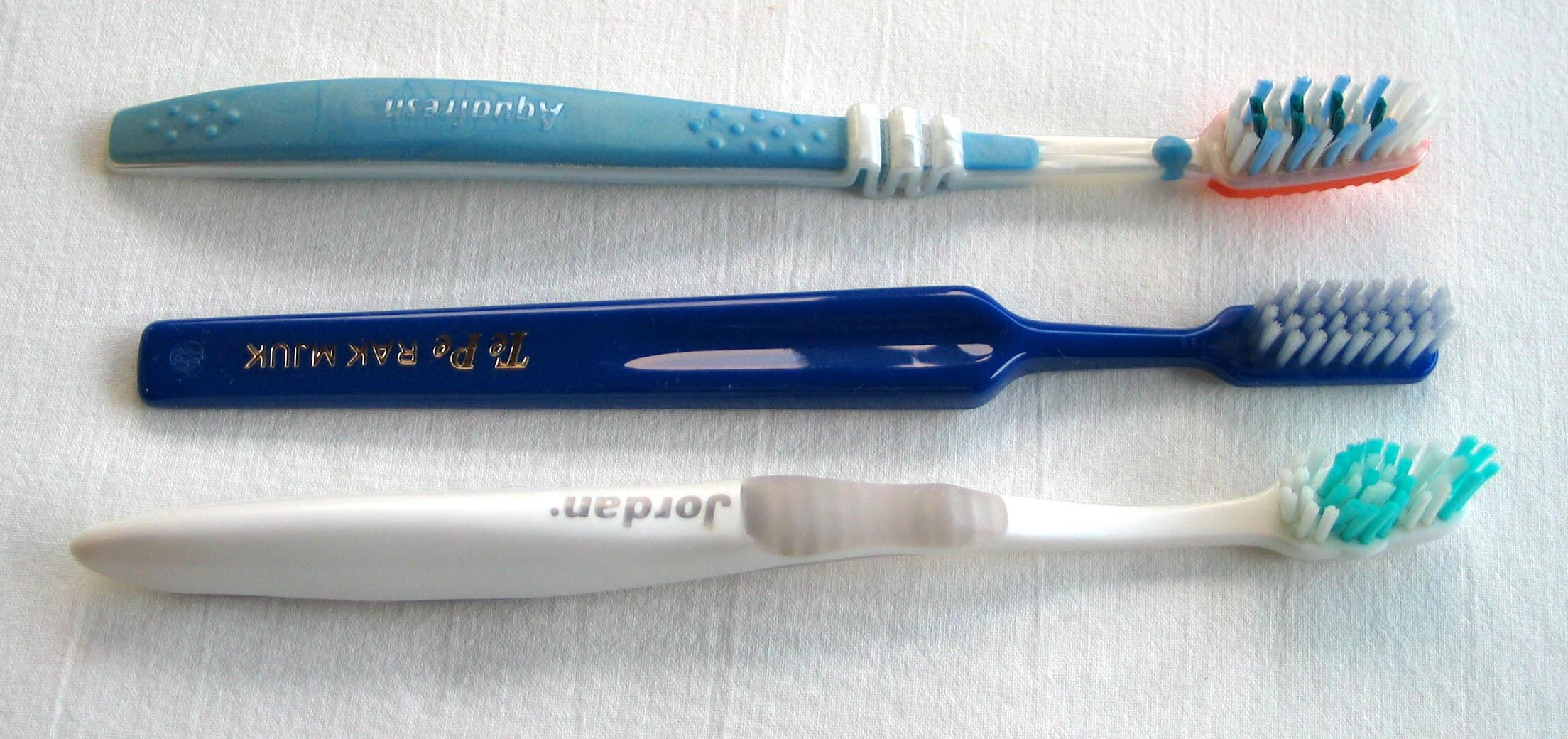
Diferentes modelos de escovas de dentes

A maior parte dos dentistas concordam que as escovas macias são mais eficientes para remover a placa bacteriana e os resíduos de alimentos. De preferência, a escova deve ter também a cabeça pequena, para poder mais facilmente alcançar todas áreas da boca, como por exemplo, os dentes posteriores.
No caso das crianças, são recomendadas as escovas de cerdas macias, cabo anatômico, boa empunhadura e poucas reentrâncias. Por isso, é fundamental usar de bom critério na hora da aquisição de uma escova tendo em vista a variedade de modelos disponíveis.

## Tipos de escovas de dentes
Existem modelos específicos de escovas de dente de acordo com a necessidade de cada pessoa, entre elas as mais comuns são:
- Escova de dente tradicional
- Escovas de dentes elétricas
  - Escovas de dentes sônicas
  - Escovas de dentes ultrassônicas
- Escovas de dentes Unitufo
- Escovas de dentes Interdental
- Escovas de dentes mastigáveis

As escovas de dentes elétricas podem ser classificadas de acordo com a velocidade dos seus movimentos como escovas elétricas ordinárias, escovas sônicas ou escovas ultrassônicas. Se o movimento da escova é suficientemente rápida para produzir um zumbido na faixa de frequência audível (20 a 20.000 Hz), ela pode ser classificada como uma escova sônica. Qualquer escova elétrica com movimentos mais rápidos do que esse limite pode ser classificada como uma escova ultrassônica. Certas escovas ultrassônicas, como o Megasonex eo Ultreo, produzem ambos os movimentos sônicos e ultrassom.

## Como escovar os dentes

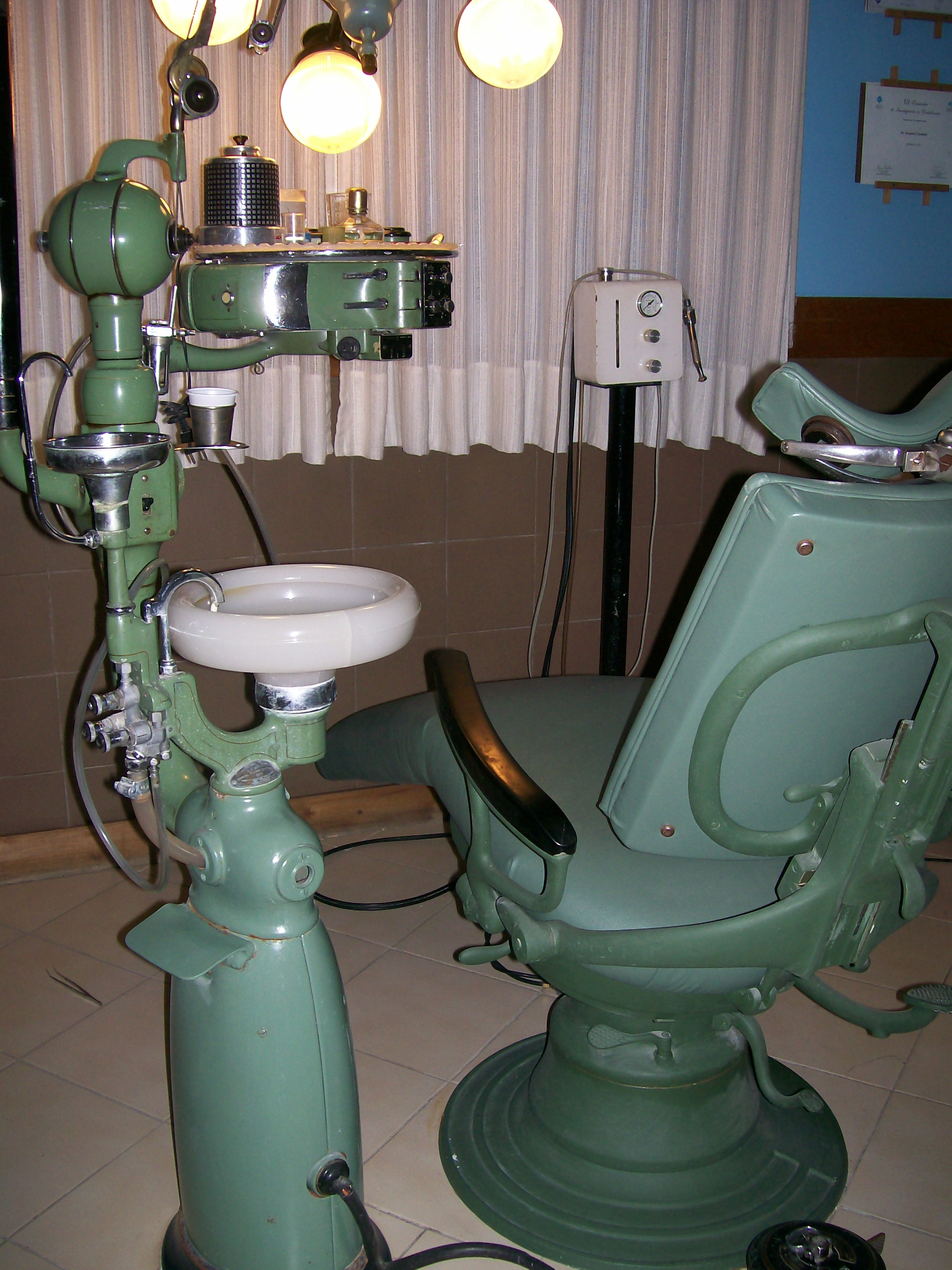
Uma escovação adequada e feita regularmente poderá poupar-lhe de vários problemas na ida ao dentista.

- Escovar primeiro as superfícies voltadas para a bochecha dos dentes superiores e, depois, dos dentes inferiores;
- Escovar as superfícies internas dos dentes superiores e, depois, dos inferiores;
- A seguir, escovar as superfícies de mastigação;
- Escovar também a língua, local onde muitas bactérias e restos de alimentos formadores da saburra lingual ficam alojadas.

É importante usar a pasta de dentes quando fizer a escovação (mas sempre lembrando que deve-se enxagüar diversas vezes a boca para remover qualquer excesso). Atualmente, existe uma grande variedade de produtos feitos especialmente para combater cáries, gengivite, tártaro, manchas e sensibilidade.
OBS: Crianças com menos de 12 anos devem utilizar, ao escovar os dentes, apenas uma fração (é recomendável utilizar o mínimo possível) da quantidade de creme dental utilizada por adultos, pois estas possuem dificuldade de cuspir e enxaguar a boca para remover o excesso. O excesso de flúor acarreta fluorose, que pode ocasionar manchas, má formação do esmalte ou ainda, perda dos dentes (além de problemas sistêmicos).

## Cuidados com a escova de dentes
A escova de dente requer cuidados especiais, como lavar as mãos antes da escovação.
O melhor local para guardar a escova de dentes é dentro do armário, longe das bactérias e insetos que podem circular por um banheiro. Após o uso, deve-se lavar bem a escova e eliminar o excesso de água com uma pequena batida no canto da pia, pois enxugá-la na toalha não é adequado.
Os fabricantes e dentistas recomendam trocar de escova depois de 3 meses, ou quando as cerdas estiverem deformadas ou gastas. É muito importante trocar de escova depois de uma gripe ou resfriado para diminuir o risco de nova infecção por meio dos germes que aderem às cerdas.